# Professionnels de Galt
Les Professionnels de Galt sont une équipe de hockey sur glace du Canada basée à Galt en Ontario au début du XXe siècle. L'équipe existe entre 1909 et 1911 et joue dans l'Ontario Professional Hockey League.

## Historique
Lors de cette première saison dans l'OPHL, les Professionnels finissent à la première place. Alignant Hugh Lehman dans les buts, ils ont ainsi la possibilité de lancer un défi aux champions de l'Association canadienne de hockey et détenteurs de la Coupe Stanley, le Club de hockey d'Ottawa. Ces derniers s'imposent 15 buts à 4 dont 6 buts lors du premier match par le seul Marty Walsh. En 1911, l'équipe obtient une nouvelle fois le titre de champion de l'Ontario et lance un nouveau défi aux champions de la Coupe Stanley qui sont encore une fois les joueurs d'Ottawa. Le défi tourne une nouvelle fois à l'avantage de ces derniers qui s'imposent 7-4, deux buts étant inscrits par Louis Berlinguette, un autre par Fred Doherty et le dernier par Tommy Smith pour Galt.

## Résultats par années

### Classements
| Année | PJ | V  | D  | N | BP  | BC  | Pts | Classement            |
| ----- | -- | -- | -- | - | --- | --- | --- | --------------------- |
| 1909  | 15 | 10 | 4  | 1 | 107 | 100 | 21  | Premiers              |
| 1910  | 16 | 5  | 11 | 0 | 63  | 102 | 10  | Quatrièmes sur quatre |
| 1911  | 19 | 13 | 6  | 0 | 134 | 99  | 26  | Premiers              |

### Matchs de la Coupe Stanley

#### 1910
| 5 janvier 1910 | Club de hockey d'Ottawa | 12-3 (7-2, 5-1) | Galt | The Arena 2 500 spectateurs |

| Feuille de match | Feuille de match | Feuille de match                                                | Feuille de match                                                                         | Feuille de match                          |
| ---------------- | --- | --------------------------------------------------------------- | ---------------------------------------------------------------------------------------- | ----------------------------------------- |
|                  | Marty Walsh — 3 min Marty Walsh — 3 min 30 s - Marty Walsh — 6 min 5 s - Marty Walsh — 7 min 20 s Hamby Shore — 9 min 50 s Marty Walsh — 10 min 43 s Hamby Shore — 24 min 3 s Bruce Stuart — 43 min 30 s Marty Walsh — 35 min 40 s Bruce Stuart — 41 min 40 s - Fred Lake — 49 min 40 s Fred Lake — 56 min 40 s | 1-0 2-0 2-1 3-1 3-2 4-2 5-2 6-2 7-2 8-2 9-2 10-2 10-3 11-3 12-3 | - Harry Manson — 5 min 30 s - Harry Manson — 6 min 20 s - Fred Doherty — 43 min 40 s - - | Arbitrage : Russell Bowie Duncan Campbell |
| Percy LeSueur    | Gardiens | Hugh Lehman                                                     |                                                                                          | Arbitrage : Russell Bowie Duncan Campbell |
|                  | |                                                                 |                                                                                          | Arbitrage : Russell Bowie Duncan Campbell |
|                  | |                                                                 |                                                                                          | Arbitrage : Russell Bowie Duncan Campbell |

| 7 janvier 1910 | Club de hockey d'Ottawa | 3-1 (1-0, 2-1) | Galt | The Arena 300 spectateurs |

| Feuille de match | Feuille de match                                                  | Feuille de match | Feuille de match           | Feuille de match                          |
| ---------------- | ----------------------------------------------------------------- | ---------------- | -------------------------- | ----------------------------------------- |
|                  | Bruce Stuart — 11 min Bruce Ridpath — 33 min - Fred Lake — 42 min | 1-0 2-0 2-1 3-1  | - Pete Charlton — 38 min - | Arbitrage : Frank Patrick Charlie Spittal |
| Percy LeSueur    | Gardiens                                                          | Hugh Lehman      |                            | Arbitrage : Frank Patrick Charlie Spittal |
| 10 min           | Pénalités                                                         | 8 min            |                            | Arbitrage : Frank Patrick Charlie Spittal |
|                  |                                                                   |                  |                            | Arbitrage : Frank Patrick Charlie Spittal |

#### 1911
| 13 mars 1911 | Club de hockey d'Ottawa | 7-4 (2-0, 2-2, 3-2) | Galt | The Arena 2 500 spectateurs |

| Feuille de match | Feuille de match | Feuille de match                            | Feuille de match                                                                                                   | Feuille de match                          |
| ---------------- | --- | ------------------------------------------- | --- | ----------------------------------------- |
|                  | Marty Walsh — 14 min Marty Walsh — 15 min Fred Lake — 24 min 30 s Bruce Ridpath — 29 min - Marty Walsh — 45 min - Bruce Ridpath — 46 min Albert Kerr — 47 min - | 1-0 2-0 3-0 4-0 4-1 4-2 5-2 5-3 6-3 7-3 7-4 | - Louis Berlinguette — 30 min Louis Berlinguette — 36 min - Fred Doherty — 45 min 10 s - Tommy Smith — 47 min 20 s | Arbitrage : Russell Bowie Duncan Campbell |
| Percy LeSueur    | Gardiens | Billy Hague                                 | | Arbitrage : Russell Bowie Duncan Campbell |
| 9 min            | Pénalités | 27 min                                      | | Arbitrage : Russell Bowie Duncan Campbell |
|                  | |                                             | | Arbitrage : Russell Bowie Duncan Campbell |